# GRB 670702
GRB 670702 è il primo lampo gamma, scoperto alle 14:19 (UTC) del 2 luglio 1967.  

## Premessa
GRB 670702 è stato rilevato dai satelliti Vela 3 e Vela 4 della serie Vela, lanciati dagli Stati Uniti per la sorveglianza dei test nucleari. Facevano parte del progetto Vela, avviato nel 1963 per monitorare la conformità al trattato sul divieto parziale dei test nucleari firmato da Stati Uniti, Unione Sovietica e altri Paesi.
Furono lanciati un totale di 12 satelliti nell'arco di tempo che va da tre giorni prima della conclusione dei negoziati fino al 1975. Ogni satellite era equipaggiato con quattro rilevatori in grado di individuare raggi X, raggi gamma, flussi di neutroni di breve durata che tipicamente accompagnano un'esplosione nucleare. Inoltre, percorrendo un'orbita ellittica molto lontana dalla Terra, evitavano l'influenza della cintura di Van Allen che circonda il nostro pianeta. Queste caratteristiche erano il risultato di miglioramenti funzionali con lo scopo di localizzare più accuratamente la posizione di un'eventuale detonazione nucleare, e che, per coincidenza, hanno permesso di stabilire che la sorgente dei lampi gamma di breve durata era posta al di fuori della Terra.

## Scoperta
GRB 670702 si è verificato il 2 luglio 1967 alle 14:19 (UTC). Ha raggiunto il suo picco di intensità di emissione entro pochi secondi dall'inizio dell'evento, poi gradualmente si è oscurato entro alcune decine di secondi lasciando infine due picchi distinti di emissione lungo la sua curva di luce. Nel caso di un'esplosione nucleare, i raggi gamma vengono generati appena un milionesimo di secondo dopo la detonazione, richiedono diverse decine di secondi per attenuarsi e non lasciano picchi luminosi successivi, per cui si è potuto escludere che i raggi gamma fossero prodotti artificialmente.
I fenomeni astronomici provenienti dall'Universo conosciuti fino a quel momento corrispondevano al brillamento solare o all'esplosione di una supernova, ma non è stato registrato alcuno dei due eventi quel giorno. Pertanto, si è desunto che quel lampo di raggi gamma fosse un fenomeno astronomico sconosciuto.

## Sviluppi successivi
La natura di GRB 670702 era sconosciuta a quel tempo. Con il sistema di osservazione dell'epoca, la posizione in cui si è verificato GRB 670702 era stimata con estrema imprecisione, e la distanza non era calcolabile perché il lampo è cessato poco dopo il verificarsi per cui la misurazione della curva post-luminescenza (afterglow) non era possibile. La scoperta di 12 nuove sorgenti di raggi gamma da parte di Vela 5 e l'osservazione di 16 lampi gamma da parte di Vela 6, hanno rivelato che l'origine degli eventi era quantomeno al di fuori del sistema solare.
La scoperta di GRB 670702 e la conseguente ricerca dei lampi gamma furono annunciati per la prima volta nel 1973; tuttavia, anche negli anni seguenti, non era noto da quale meccanismo fosse scaturito il lampo gamma e se esso fosse un fenomeno della nostra galassia o dello spazio più lontano.
Questo fenomeno è di durata estremamente breve e il lampo scompare in un lasso che va da pochi secondi a poche decine di secondi; quindi, anche se un telescopio venisse puntato nella direzione dell'evento immediatamente dopo la rilevazione, sarà già scomparso: di conseguenza è estremamente difficile misurarne la posizione e la distanza. Inoltre, poiché i raggi gamma non penetrano nell'atmosfera terrestre, è difficile rilevarli perché possono esserlo solo da satelliti esterni all'atmosfera della Terra. Si è dovuto attendere GRB 970228, avvenuto il 28 febbraio 1997, per conoscere la posizione con una certa plausibilità, e GRB 970508, dell'8 maggio 1997, per conoscere la distanza. Entrambe sono osservazioni di Beppo-SAX, lanciato nel 1996 per determinare la reale natura dei lampi gamma.
Anche se furono formulate molte teorie basate sul fatto che il fenomeno si fosse verificato nella nostra galassia, il risultato delle osservazioni ha dimostrato che si tratta di un fenomeno astronomico tipico dello spazio più lontano e profondo; è un fenomeno energetico più importante dell'esplosione di una supernova, che fino ad allora era il più intenso conosciuto.